# إيملي يونغ (رسامة)
إيملي يونغ (بالإنجليزية: Emily Young) هي رسامة بريطانية، ولدت في 1951 في لندن في المملكة المتحدة.

## وصلات خارجية
- إيملي يونغ على موقع ميوزك برينز (الإنجليزية)